# Listă de stareți ai Mănăstirii Stavropoleos
| Stareți        |                             |                                                                                            |
| 1724 - 1743    | Ioanichie                   | Arhimandrit, stareț al mănăstirii Gura (? - 1743), Mitropolit al Stavropolei (1726 - 1743) |
| 1749 - 1763    | Matei Ierapoleos            |                                                                                            |
| c1763 - 1785   | Chiril (Chirul)             |                                                                                            |
| 1785 - 1823    | Timotei I Arhiereul         |                                                                                            |
| 1824 - 1828    | Pahomie                     |                                                                                            |
| 1828 - 1837    | Timotei al II-lea           | Arhimandrit                                                                                |
| 1837           | Leontie                     | prima oară                                                                                 |
| 1837 - 1838    | Gheorghie Economul          | Protosinghel                                                                               |
| 1838 - 1861    | Leontie                     | a doua oară                                                                                |
| 1861 - 1879    | Calinic                     |                                                                                            |
| 1879 - ?       | Serian                      |                                                                                            |
| ? - 1991       | Mănăstirea este desființată |                                                                                            |
| 1991 - prezent | Iustin Marchiș              | Ieromonah, stareț al mănăstirii Cheia (1982 - 1991)                                        |